# Edson Cegonha
Edson Cegonha, właśc. Edson de Souza Barbosa (ur. 20 czerwca 1943 w Rio de Janeiro, zm. 17 lipca 2015 tamże) − piłkarz brazylijski, występujący na pozycji lewego pomocnika.

## Kariera klubowa
Karierę piłkarską Edson Cegonha rozpoczął w Bonsucesso Rio de Janeiro w 1962 roku. W 1964 roku został zawodnikiem Corinthians Paulista, w którym grał do 1968. W barwach Corinthians rozegrał 183 spotkania, w których strzelił 16 bramek.
W latach 1968–1973 był zawodnikiem São Paulo FC. W São Paulo 7 sierpnia 1971 w przegranym 0-3 meczu z Grêmio Porto Alegre Edson zadebiutował w lidze brazylijskiej. Z São Paulo dwukrotnie zdobył mistrzostwo stanu São Paulo – Campeonato Paulista w 1970 i 1971. W barwach São Paulo FC rozegrał 205 spotkań, w których strzelił 48 bramek.
Ostatnim klubem w karierze Edsona był SE Palmeiras, w którym zakończył karierę w 1975 roku. Z Palmeiras zdobył mistrzostwo stanu São Paulo – Campeonato Paulista w 1974 oraz mistrzostwo Brazylii w 1973 roku. W Palmeiras 3 grudnia 1975 w przegranym 2-4 meczu z Fluminense FC Edson Cegonha po raz ostatni wystąpił w lidze brazylijskiej. Ogółem w latach 1971–1975 w lidze brazylijskiej wystąpił w 89 meczach, w których strzelił 8 bramek.

## Kariera reprezentacyjna
Jedyny raz w reprezentacji Brazylii Edson Cegonha wystąpił 18 maja 1966 w wygranym 1-0 towarzyskim meczu z reprezentacją Walii.